# Södra Sandby kyrka

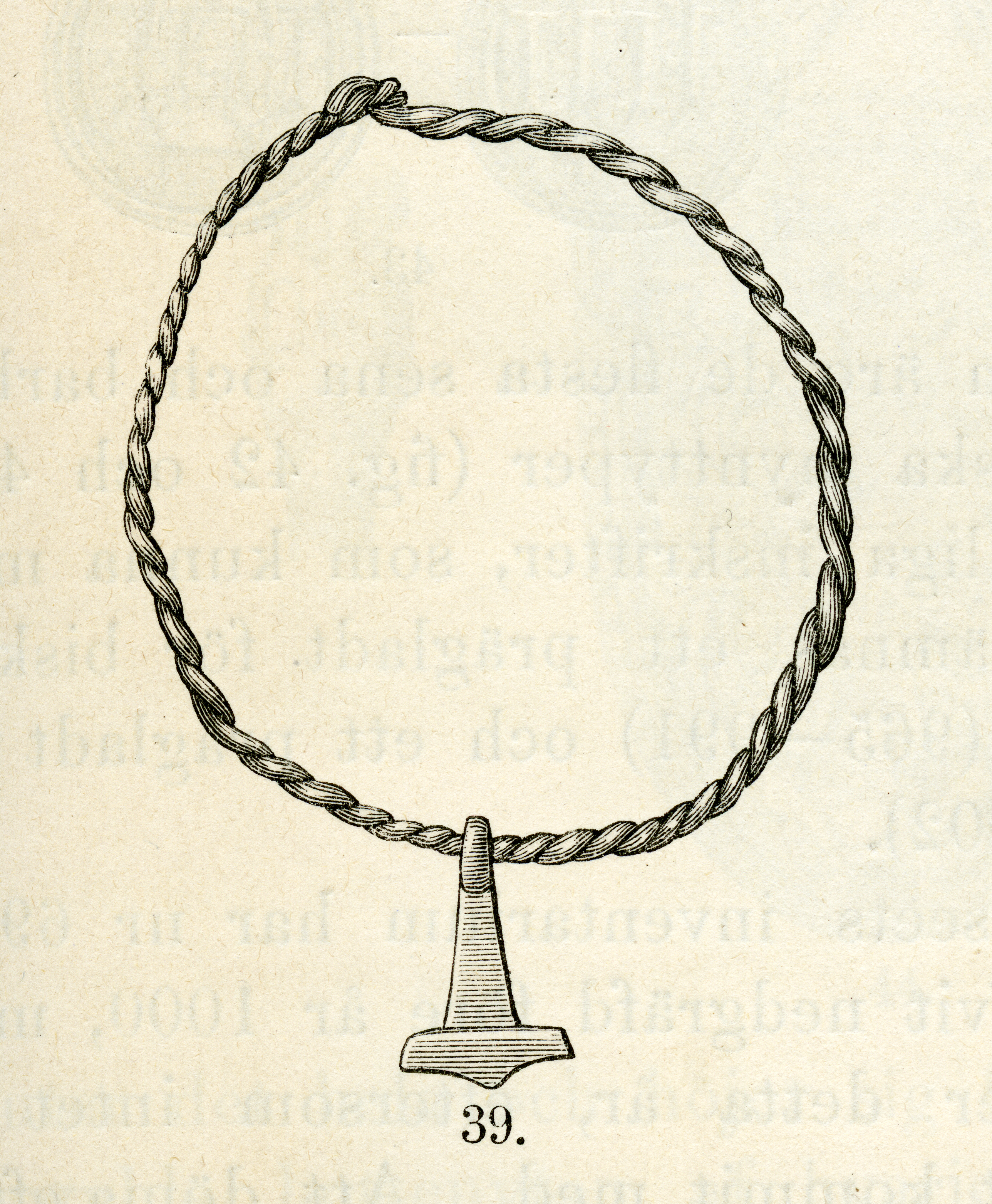
Vikingatida torshammare i silver funnen 1882 vid utbyggnad av kyrkogården.

Södra Sandby kyrka är en kyrkobyggnad i den norra delen av Södra Sandby. Den är församlingskyrka i Södra Sandby församling i Lunds stift.

## Kyrkobyggnaden
Kyrkans äldsta delar härstammar från 1100-talets slut. Under senare delen av medeltiden byggdes tornet av gråsten. I tornets bottenvåning finns ett ursprungligt kryssvalv. 1797 bygges tornet om och höjdes. 1847 byggdes den norra korsarmen. Koret ombyggdes 1911. Samma år ändrades även tornet.
Kyrkan inhägnas av häckar och murverk.

## Inventarier
- Dopfunten av sandsten har en cuppa från slutet av 1100-talet. Foten tillverkades 1911.
- Ett triumfkrucifix är från senmedeltiden.
- Predikstolen i nyantik stil är byggd 1847.
- Ett ekskåp från 1500-talets senare hälft finns i vapenhuset.
- Tre skulpturer av ek från 1400-talet föreställande Maria och två biskopar

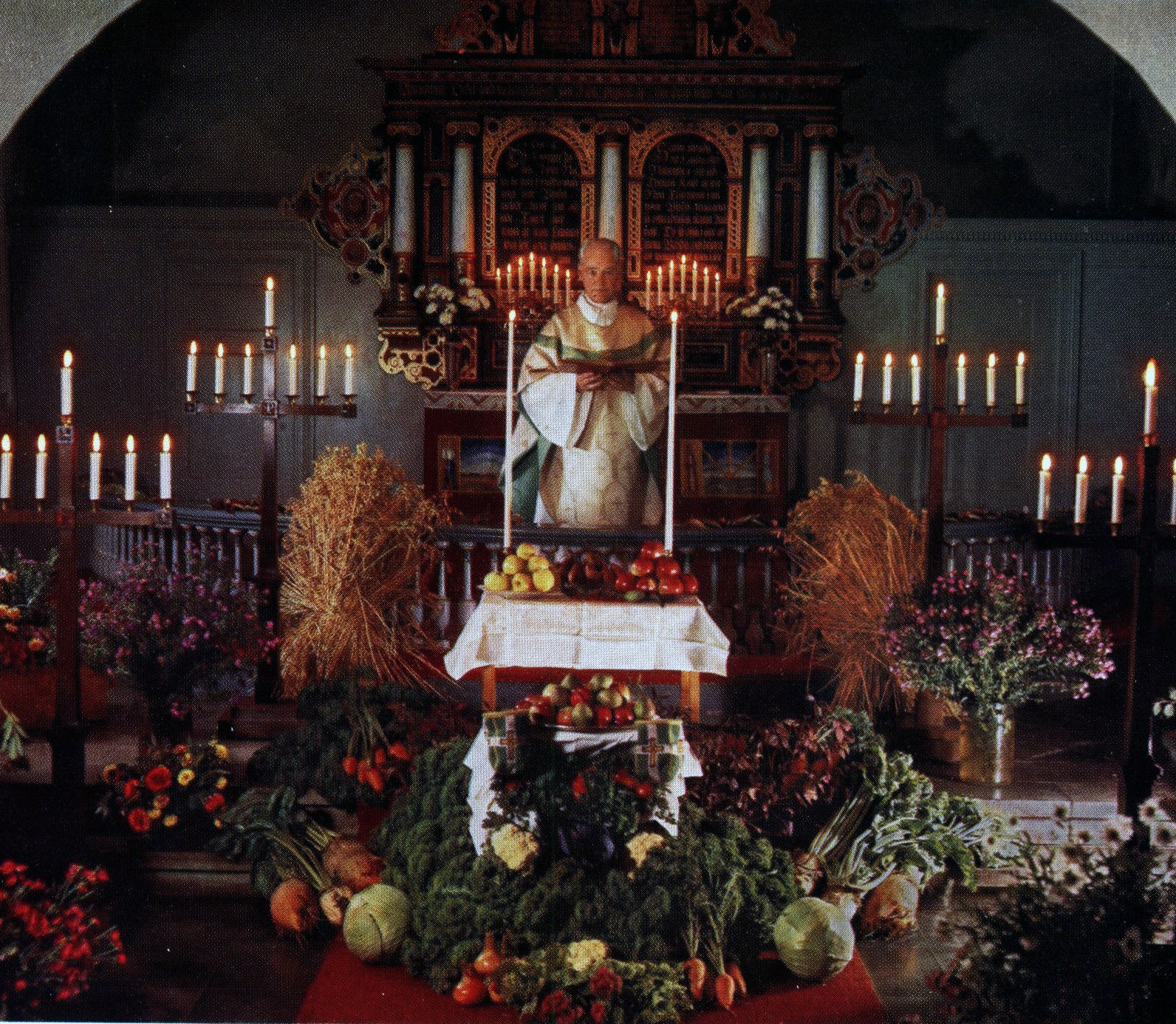
Koret under skördefesten

### Orgel
- 1876 byggde Rasmus Nilsson, Malmö en orgel med 10 stämmor. Orgeln invigdes söndagen 23 juli 1876 och blev först avprovad av kapellmästare Vilhelm Theodor Gnosspelius ifrån Lund[1]. Orgeln hade slejflådor.
- Den nuvarande orgeln byggdes 1943 av A. Mårtenssons Orgelfabrik AB, Lund och är en pneumatisk orgel med slejflådor.

| Manual I      | Manual II           | Pedal      | Koppel  |
| Principal 8´  | Gedackt 8´          | Subbas 16´ | I/P     |
| Rörflöjt 8'   | Principal 4'        | Oktava 8'  | II/P    |
| Oktava 4'     | Flöjt 4'            | Koralbas 4 | II/I    |
| Gedackt 8'    | Gemshorn 1'         |            | II 16/I |
| Oktava 2'     | Sesquialtera 2 chor |            | II 4'/I |
| Mixtur 4 chor |                     |            |         |

### Webbkällor
- Svenska kyrkan i Södra Sandby
- Åsbo Släkt- och Folklivsforskare